# Плејнвју (Тексас)
Плејнвју (енгл. Plainview) град је у америчкој савезној држави Тексас. По попису становништва из 2010. у њему је живело 22.194 становника.

## Демографија
Према попису становништва из 2010. у граду је живело 22.194 становника, што је 142 (0,6%) становника мање него 2000. године.
| Група             | 2000.          | 2010.          |
| Белци             | 9.580 (42,9%)  | 7.513 (33,9%)  |
| Афроамериканци    | 1.312 (5,9%)   | 1.152 (5,2%)   |
| Азијати           | 95 (0,4%)      | 108 (0,5%)     |
| Хиспаноамериканци | 11.131 (49,8%) | 13.221 (59,6%) |
| Укупно            | 22.336         | 22.194         |